# Amadeo de Nusco
Amadeo (o Amado) de Nusco, (c. 1003–1093) fue el primer obispo de Nusco en Irpinia, sudoeste de Italia. Murió probablemente el 30 de septiembre de 1093. Numerosos milagros se le atribuyen en el lugar de su tumba y su culto fue tan grande que fue reconocido como santo en el Martirologio el 30 de septiembre.
Los monjes de Montevergine le atribuyen como un discípulo de Guillermo de Vercelli y se acuerda que el 30 de septiembre de 1193 como la fecha de su muerte. 